# Parepidosis militaris
Parepidosis militaris är en tvåvingeart som beskrevs av Boris Mamaev 1966. Parepidosis militaris ingår i släktet Parepidosis och familjen gallmyggor. Inga underarter finns listade i Catalogue of Life.